# رندة النابلسي
رندة النابلسي (وُلدت في عام 1951 في نابلس) دبلوماسية وسياسية ومؤلفة فلسطينية وأسيرة سابقة في سجون الاحتلال الإسرائيلي. شغلت منصب سفيرة دولة فلسطين لدى البرتغال بين عامي 2006 و2010، ولدى المكسيك بين عامي 2010 و2013. أصدرت في عام 2008 كتاب «الصوت والصدى».

## حياتها
اعتقلتها إسرائيل للمرة الأولى عام 1968، ومرة ثانية في عام 1969 وحُكم عليها بالسجن عشر سنوات لكنها أمضت نحو 4 سنوات حيث أُبعدت عام 1972. حكم القضاء الأردني عليها بالإعدام إلا أنه صدر عنها عفو في عام 1985.
تحمل درجة البكالوريوس في الاقتصاد والعلوم السياسية من جامعة القاهرة.
سمحت إسرائيل لها بالعودة إلى الأراضي الفلسطينية عام 1996.
عملت دبلوماسيةً في كوبا، وألمانيا، وإسبانيا وجامعة الدول العربية ثم سفيرةً لدولة فلسطين لدى البرتغال ولاحقاً لدى المكسيك.
في عام 2017 تقاعدت من العمل الدبلوماسي، وتشغل منصب مدير عام مؤسسة ظافر المصري منذ عام 2018.